# ZIL-130
ZIL-130（ジル-130、ロシア語: ЗИЛ-130）は、ロシアの自動車メーカー、ZILによって開発・生産されたソビエト連邦、およびロシアの中型トラックである。
経済性の高さから民間はもちろん、軍隊においても幅広く使用され、輸出も行われた。

## 歴史
- 1953年（日付不明）、ZiS-150の後継車種として、トラック部門の担当チーフデザイナーであるA.M.クリーガーによる指揮の下、開発が開始される。ゲオルギー・アレクサンドロヴィッチ・フェスタが主任デザイナーに任命され、最終段階のデザインは、T.P.キセレヴァによって決定された。プロジェクト名はZIS-125、ZIS-150M（後にZIL-130へ変更）。
- 1956年12月、プロトタイプモデルが生産される。
- 1959年（日付不明）、全ロシア博覧センターにて展示される。
- 1961年2月、プロジェクトの開発が了承され、開発が進行される。
- 1962年9月、5台がヤロスラヴリに位置するタイヤ工場にて試運転される。
- 1963年（日付不明）、生産が開始される。同時に出荷も開始される。
- 1964年10月1日、工場の大規模改築を経て量産が開始される。これに伴い同年12月に先代車種であるZIL-164A（ZIS-150の改良型）の生産が終了される。
- 1973年（日付不明）、ソビエト連邦における国家品質マークを獲得する。
- 1974年6月、100万台のZIL-130が生産される。
- 1982年8月、200万台のZIL-130が生産される。
- 1986年1月1日、一部改良に伴いZIL-431410が登場する。相違点としてはKAMAZ車同様、マルチサーキットブレーキが搭載される事のみで、外観上の変更は無い。この名称は、公式文書でのみ使用された。
- 1994年12月、生産が終了される。合計336万6503台のZIL-130が生産された。また、ZIL-130はロシア内に位置する他工場においても生産された。

## 装備等
エンジンはZIL-111に搭載される物と多くが共通する設計の6.0L V型8気筒キャブレター4ストロークOHVが搭載され、最高出力は150ps/3200rpm（リミッター付）、最大トルクは41kGm/1800rpm、圧縮比は6.5である。
パワーステアリング、5速MT、空気式ワイパーとウォッシャーポンプ付の3人乗りキャビンが搭載された。一部にはエンジン・プリヒーターが装備された。その後トランジスタ点火、オルタネーター、改良型計器盤が装備された。その後ドライブトレインのジョイントの設計変更等が行われた。初期型のキャビンには、ルーフに2箇所換気用のハッチが装備されており、キャビン左側、クラッチペダル上部にはエアダクトが装備された。なお、1970年代に最初にキャビン左側のハッチが、続いてキャビン右側のハッチが相次ぎ廃止された。1970年まではフラットベッドの全高は685mmであったが、その後575mmへ変更された。

## 派生型

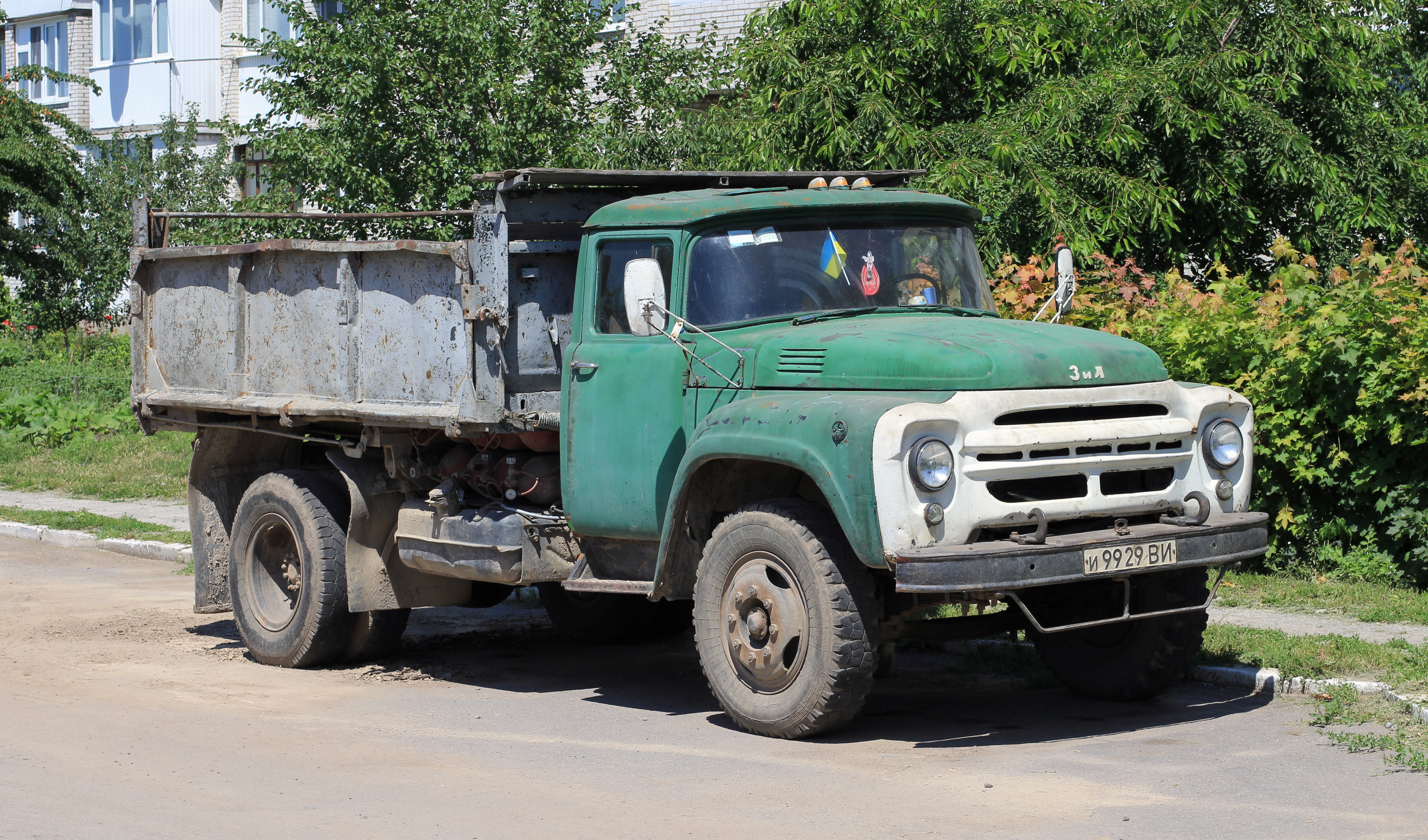
ZIL-130初期型（1962年 - 1977年式）
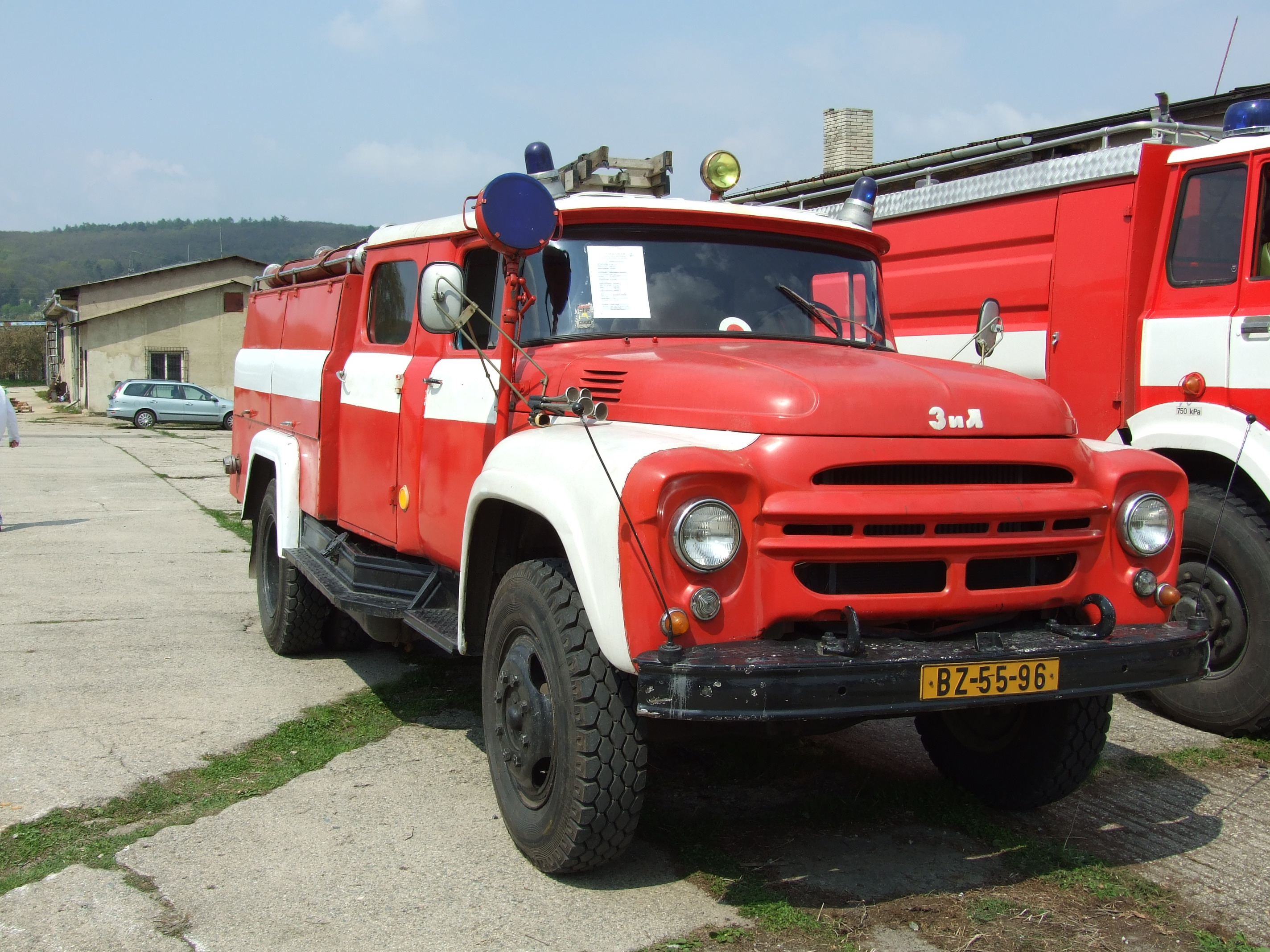
ZIL-130消防車仕様

- ZIL-130
- ZIL-130-66
- ZIL-130-76
- ZIL-130-80
- ZIL-130L
- ZIL-130M
- ZIL-130E
  - ZIL-130EE
  - ZIL-130ET
- ZIL-130S
- ZIL-130G
  - ZIL-130GT
  - ZIL-130GE
  - ZIL-130GET
  - ZIL-130GS
  - ZIL-130GU
- ZIL-130AN
- ZIL-130V1
  - ZIL-130V1-76
  - ZIL-130V1E
  - ZIL-130V1T
- ZIL-130D
- ZIL-130D1
  - ZIL-130D1E
  - ZIL-130D1T
- ZIL-130D2
- ZIL-130D3
- ZIL-130B
- ZIL-130B2
- ZIL-130K
- ZIL-130I
  - ZIL-130IG
  - ZIL-130ID1
- ZIL-138
- ZIL-138V1
- ZIL-138D2
- ZIL-138A
  - ZIL-138AB
  - ZIL-138AG
- ZIL-138I
  - ZIL-138IB
  - ZIL-138IG
- ZIL-178
- AC-30-63
  - AC-30-63A
  - AC-30-63B
- AC-30-64
  - AC-30-64A
- AC-40-126
- AC-40-127
  - AC-40-127A
  - AC-40-127B
- AG-24-198
- AP-2-148
- AP-3-148A

## 国外生産
ZIL-130の改良はソビエト連邦のみならず、輸出先においても行われた。1981年7月、キューバ・グアナハイの企業、マルティレス・デ・ジロンでは、キューバ製ディーゼルエンジンが搭載されたZIL-130がブルガリアの企業、シューメントラック工場にて生産された。